# Helicoverpa hamlimolimnus
Helicoverpa hamlimolimnus là một loài bướm đêm trong họ Noctuidae.